# Mohamed Djetei
Mohamed Djetei Camara (ur. 18 sierpnia 1994 w Jaunde) – kameruński piłkarz grający na pozycji środkowego obrońcy. Od 2016 jest zawodnikiem klubu Gimnàstic Tarragona.

## Kariera piłkarska
Swoją karierę piłkarską Djetei rozpoczął w klubie International Sporting Duala. Grał w nim w latach 2011-2014. W 2015 roku przeszedł do Unionu Duala. W sezonie 2015 wywalczył z nim wicemistrzostwo Kamerunu.
Latem 2016 roku Djetei został piłkarzem hiszpańskiego klubu Gimnàstic Tarragona, grającego w Segunda División. Swój debiut w nim zaliczył 6 listopada 2016 w wygranym 1:0 wyjazdowym meczu z CD Mirandés.

## Kariera reprezentacyjna
W reprezentacji Kamerunu Djetei zadebiutował 18 października 2015 roku w zremisowanym 0:0 meczu kwalifikacji do Mistrzostw Narodów Afryki 2016 z Kongiem. W 2017 roku został powołany do kadry na Puchar Narodów Afryki 2017.